# Компания Огайо

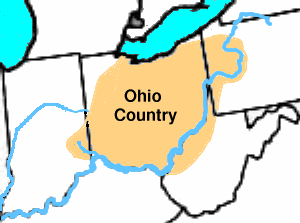
Территория Огайо на фоне современных границ штатов

Компа́ния Ога́йо (англ. Ohio Company), известная также как Виргинская компания Огайо, была организована для организованной английской колонизации бассейна реки Огайо группой спекулянтов землей из Виргинии. Действия этой компании, в частности, спровоцировали начало последней войны с французами и индейцами.

## Образование компании
В середине XVIII века в быстро растущей Британской империи многие расценивали малозаселенную территорию в бассейне реки Огайо как потенциальный источник обогащения. В 1740-х годах часть английских и ирландских торговцев пушниной перенесли свои торговые операции с индейским населением за горы Аппалачи, где они столкнулись с конкуренцией со стороны франко-канадских торговцев. Спекулянты недвижимостью также считали этот регион потенциально выгодным для скупки землевладений и их последующей перепродажи прибывающим из Европы иммигрантам.

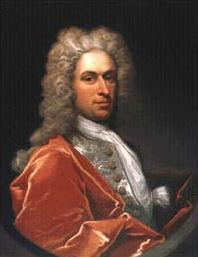
Томас Ли, один из организаторов и президент Компании Огайо, 1747 г.

В 1747 году несколько влиятельных в Виргинии людей для того, чтобы инвестировать свои капиталы в эти торговые предприятия, организовали Компанию Огайо. Возглавили компанию Томас Ли (президент), Натаниэл Чапмен (казначей), Джон Мерсер (секретарь), его сын Джордж Мерсер (представитель компании в Англии), два брата Джорджа Вашингтона, Лоуренс (преемник Ли на посту президента после его кончины в 1750 году) и Огастин Вашингтоны, а также видные британские и колониальные чиновники: герцог Бедфорд, губернатор Виргинии Роберт Динвидди, богатый купец из Лондона Джон Хэнбери. Компания Огайо не была единственной, аналогичную компанию создали в это же время Томас Уолкер и Питер Джефферсон, отец Томаса Джефферсона.
В 1748 году британское правительство выдало Компании Огайо грант на 800 км² земли в регионе современного города Питтсбург. Компания обязалась в течение семи лет поселить на выделенных землях не менее 100 семей колонистов и построить форт, который защищал бы их и новые британские владения от притязаний со стороны других государств. Форт был также необходим для упорядочения торговых отношений с индейским населением.

## Война с французами и индейцами
В 1750 году Компания Огайо наняла Кристофера Джиста, опытного следопыта и топографа, чтобы описать долину реки Огайо и наметить территории для поселений. Джист проследовал на запад через всю долину и достиг деревни индейцев майами Пикавиллани (близ современного городка Пика в западной части штата Огайо). Согласно его описанию, Компания Огайо планировала распределять земли почти всей современной Западной Виргинии и западной части Пенсильвании. К 1752 году компания устроила форты в западной части современных штатов Мэриленд и Пенсильвания и проложила дороги в еще необжитые края.
Однако к долине Огайо питала интерес и Франция, которая считала эту территорию частью своих колониальных владений, частью гораздо более привлекательной для колонистов, чем холодная Канада, и стратегически расположенной на пути из Квебека во французскую Луизиану. Деятельность англичан настораживала французов. Чтобы остановить английскую экспансию, французы в 1753 году также начали строительство системы фортов на этой территории. Роберт Динвидди, губернатор Виргинии, лично заинтересованный в деловом успехе Компании Огайо, ответил на это отправкой за Аппалачи военного отряда под командованием Джорджа Вашингтона. Стычка отряда Вашингтона с французскими силами послужила поводом для начала войны с французами и индейцами. Война и последовавшее за ней восстание Понтиака сделали невозможным выполнение Компанией Огайо взятых на себя обязательств.